# 王蜀黔
王蜀黔（1972年12月—），女，汉族，贵州思南人，中华人民共和国政治人物。现任贵阳学院副院长，民革贵州省委副主委。第十四届全国政协委员。